# Ганна Орлик (тенісистка)
Ганна Орлик (нар. 5 березня 1993) — колишня білоруська тенісистка.
Найвищу одиночну позицію світового рейтингу — 585 місце досягла 26 жовтня 2009, парну — 387 місце — 1 березня 2010 року.
Здобула 6 парних титулів туру ITF.

## Титули ITF

### Парний розряд: 6
| Ранг | Дата     | Турнір                       | Покриття | Partnering         | Суперниці                         | Рахунок          |
| ---- | -------- | ---------------------------- | -------- | ------------------ | --------------------------------- | ---------------- |
| 1.   | Жов 2008 | ITF Сент-Луїс, США           | Тверде   | Анда Перяну        | Томоко Докей Мамі Іноуе           | 6–2, 6–1         |
| 2.   | Бер 2009 | ITF Реддінг, США             | Тверде   | Маша Зец-Пешкірич  | Олександра Панова Йонемура Томоко | 7–6(7–4), 6–4    |
| 3.   | Сер 2009 | ITF Савітайпале, Фінляндія   | Ґрунт    | Діана Марцинкевич  | Малу Ейдесгаард Естер Масурі      | 4–6, 6–2, [10–5] |
| 4.   | Сер 2009 | ITF Таллінн, Естонія         | Ґрунт    | Діана Марцинкевич  | Джейд Гоппер Ліза Маршалл         | 6–1, 0–6, [10–7] |
| 5.   | Жов 2009 | ITF Анталія-Белек, Туреччина | Ґрунт    | Катержина Ванькова | Софія Ковалець Катерина Козлова   | 6–3, 6–0         |
| 6.   | Жов 2010 | ITF Анталія, Туреччина       | Ґрунт    | Вікторія Каменська | Шанталь Шкамлова Моніка Тумова    | 7–6(9–7), 6–4    |